# Fedra West
Wanda West ist ein Italowestern aus dem Jahr 1967 in spanisch-italienischer Koproduktion, der im deutschen Sprachraum bislang ohne Aufführung blieb. José Romero Marchent inszenierte James Philbrook und Norma Bengell in den Hauptrollen.

## Handlung
Nachdem er einige Jahre weg von zu Hause war, um in Amerika Medizin zu studieren, kehrt Don Ramons Sohn Stuart nach Mexiko zurück. In der Zwischenzeit hat Don Ramon, ein despotischer und grausamer Mann, der einfachen Diebstahl mit dem Tod bestraft und auch vor Gewalt gegenüber seinem Sohn nicht zurückschreckt, die junge Mexikanerin Wanda geheiratet, nachdem Stuarts Mutter gestorben war. Wanda verliebt sich in Stuart und verführt ihn; durch diese Entwicklung wird nach und nach die gesamte Familie zerstört: Stuart fühlt sich als Verräter an seinem Vater und verlässt die Farm, um als Arzt in der Stadt zu arbeiten, wo er sich auch mit Wanda tröstet. Wanda erzählt aus Enttäuschung alles ihrem Mann Don Ramon, der zunächst seinen Sohn und dann Wanda umbringt.

## Kritik
„Es gibt ja eigentlich keine melodramatischen Ereignisse, sondern nur die Art, Ereignisse melodramatisch zu erzählen. Wie hier geschehen, mit Schwerpunktsetzungen auf Bildung und sogar Szenen voller Zärtlichkeit, scheitert der Regisseur an einem unglaubwürdigen Dialog und laienhaft agierenden Darstellern“ bilanzierte „Vice“ in Il Giorno.

## Bemerkungen
Wie viele Spaghettiwestern entstand auch dieser in der Gegend um Almería.